# Tarazi repülőtér
A Tarazi repülőtér (IATA: DMB, ICAO: UADD) Kazahsztán egyik nemzetközi repülőtere, amely Jambyl Region közelében található. Éves utasforgalma 55 172 fő (2016).

## Futópályák
A repülőtér futópályái:
- 13/31

## Forgalom
Az utasforgalom az elmúlt években az alábbi módon változott:
| Utasok száma | 24 074 | 16 264 | 36 895 | 45 007 | 55 172 | 58 802 | 63 261 |
|              | 2012   | 2013   | 2014   | 2015   | 2016   | 2017   | 2018   |